# Halowe Mistrzostwa Świata w Lekkoatletyce 2016 – bieg na 3000 m mężczyzn
Bieg na 3000 metrów mężczyzn – jedna z konkurencji biegowych rozgrywanych podczas halowych lekkoatletycznych mistrzostw świata w Oregon Convention Center w Portlandzie.
Tytułu mistrzowskiego z 2014 roku nie obronił Kenijczyk Caleb Ndiku.

## Minimum kwalifikacyjne
Aby zakwalifikować się do mistrzostw, należało wypełnić minimum kwalifikacyjne wynoszące 7:50,00 (hala) lub 7:40,00 na otwartym stadionie (uzyskane w okresie od 1 stycznia 2015 do 7 marca 2016).

## Terminarz
| Data     | Godzina |            |
| -------- | ------- | ---------- |
| 18 marca | 13:05   | Eliminacje |
| 20 marca | 13:10   | Finał      |

## Rekordy
W poniższej tabeli przedstawiono (według stanu przed rozpoczęciem mistrzostw) halowe rekordy świata, poszczególnych kontynentów oraz halowych mistrzostw świata.
|                                   | Zawodnik           | Wynik   | Miejsce   | Data                  |
| --------------------------------- | ------------------ | ------- | --------- | --------------------- |
| Halowy rekord świata              | Daniel Komen       | 7:24,90 | Budapeszt | 6 lutego 1998(dts)    |
| Rekord halowych mistrzostw świata | Haile Gebrselassie | 7:34,71 | Paryż     | 9 marca 1997(dts)     |
| Halowy rekord Afryki              | Daniel Komen       | 7:24,90 | Budapeszt | 6 lutego 1998(dts)    |
| Halowy rekord Ameryki Południowej | Jacinto Navarrete  | 7:49,46 | Sewilla   | 10 marca 1991(dts)    |
| Halowy rekord Ameryki Północnej   | Galen Rupp         | 7:30,16 | Sztokholm | 21 lutego 2013(dts)   |
| Halowy rekord Australii i Oceanii | Craig Mottram      | 7:34,50 | Boston    | 26 stycznia 2008(dts) |
| Halowy rekord Azji                | Albert Rop         | 7:38,77 | Gandawa   | 9 marca 2014(dts)     |
| Halowy rekord Europy              | Sergio Sánchez     | 7:32,41 | Walencja  | 13 lutego 2010(dts)   |

## Listy światowe
Tabela przedstawia 10 najlepszych wyników uzyskanych w sezonie halowym 2016 przed rozpoczęciem mistrzostw.
| Lp. | Zawodnik          | Wynik   | Data      | Miejsce    |
| --- | ----------------- | ------- | --------- | ---------- |
| 1.  | Dejen Gebremeskel | 7:38,03 | 28 lutego | Boston     |
| 2.  | Ryan Hill         | 7:38,60 | 11 marca  | Portland   |
| 3.  | Hassan Mead       | 7:38,85 | 20 lutego | Nowy Jork  |
| 4.  | Paul Chelimo      | 7:39,00 | 11 marca  | Portland   |
| 5.  | Abdalaati Iguider | 7:39,04 | 17 lutego | Sztokholm  |
| 6.  | Yomif Kejelcha    | 7:39,11 | 17 lutego | Sztokholm  |
| 7.  | Augustine Choge   | 7:39,23 | 3 lutego  | Düsseldorf |
| 8.  | Mohamad Al-Garni  | 7:39,23 | 21 lutego | Doha       |
| 9.  | Eric Jenkins      | 7:39,43 | 20 lutego | Nowy Jork  |
| 10. | Mohamed Farah     | 7:39,55 | 20 lutego | Glasgow    |

## Wyniki
| CR – rekord mistrzostw \| NR – rekord kraju \| AR – rekord kontynentu \| SB – najlepszy wynik w sezonie \| PB – rekord życiowy |

### Eliminacje
Awans: Pierwszych czterech z każdego biegu (Q) oraz czterech z najlepszymi czasami wśród przegranych (q).
Źródło: IAAF
| Pozycja | Bieg | Zawodnik              | Reprezentacja     | Czas    | Uwagi |
| ------- | ---- | --------------------- | ----------------- | ------- | ----- |
| 1.      | 1    | Yomif Kejelcha        | Etiopia           | 7:51,01 | Q     |
| 2.      | 2    | Abdalaati Iguider     | Maroko            | 7:51,65 | Q     |
| 3.      | 1    | Augustine Choge       | Kenia             | 7:51,77 | Q     |
| 4.      | 1    | Youssouf Hiss Bachir  | Dżibuti           | 7:52,08 | Q     |
| 5.      | 1    | Ryan Hill             | Stany Zjednoczone | 7:52,13 | Q     |
| 6.      | 2    | Isiah Kiplangat Koech | Kenia             | 7:52,64 | Q     |
| 7.      | 2    | Paul Chelimo          | Stany Zjednoczone | 7:53,00 | Q     |
| 8.      | 2    | Lee Emanuel           | Wielka Brytania   | 7:53,18 | Q     |
| 9.      | 2    | Caleb Ndiku           | Kenia             | 7:53,21 | q     |
| 10.     | 1    | Brett Robinson        | Australia         | 7:53,51 | q     |
| 11.     | 2    | Yenew Alamirew        | Etiopia           | 7:53,65 | q     |
| 12.     | 2    | Mohammed Ahmed        | Kanada            | 7:53,66 | q     |
| 13.     | 2    | Collis Birmingham     | Australia         | 7:54,51 | SB    |
| 14.     | 1    | Cameron Levins        | Kanada            | 7:54,81 |       |
| 15.     | 1    | Tom Farrell           | Wielka Brytania   | 7:59,77 |       |
| 16.     | 1    | Kemoy Campbell        | Jamajka           | 8:00,22 |       |
| 17.     | 2    | Víctor García         | Hiszpania         | 8:25,62 |       |
| 18.     | 1    | Adilet Kyshtabekov    | Kirgistan         | 8:44,77 |       |

### Finał
Źródło: IAAF
| Pozycja | Zawodnik              | Reprezentacja     | Czas    | Uwagi |
| ------- | --------------------- | ----------------- | ------- | ----- |
| 01 !    | Yomif Kejelcha        | Etiopia           | 7:57,21 |       |
| 02 !    | Ryan Hill             | Stany Zjednoczone | 7:57,39 |       |
| 03 !    | Augustine Choge       | Kenia             | 7:57,43 |       |
| 4.      | Abdalaati Iguider     | Maroko            | 7:58,04 |       |
| 5.      | Caleb Ndiku           | Kenia             | 7:58,81 |       |
| 6.      | Lee Emanuel           | Wielka Brytania   | 8:00,70 |       |
| 7.      | Paul Chelimo          | Stany Zjednoczone | 8:00,76 |       |
| 8.      | Isiah Kiplangat Koech | Kenia             | 8:01,70 |       |
| 9.      | Mohammed Ahmed        | Kanada            | 8:07,96 |       |
| 10.     | Youssouf Hiss Bachir  | Dżibuti           | 8:08,87 |       |
| 11.     | Brett Robinson        | Australia         | 8:11,11 |       |
| 12.     | Yenew Alamirew        | Etiopia           | 8:12,54 |       |